# Acacia macradenia
Acacia macradenia är en ärtväxtart som beskrevs av George Bentham. Acacia macradenia ingår i släktet akacior, och familjen ärtväxter. Inga underarter finns listade i Catalogue of Life.

## Bildgalleri

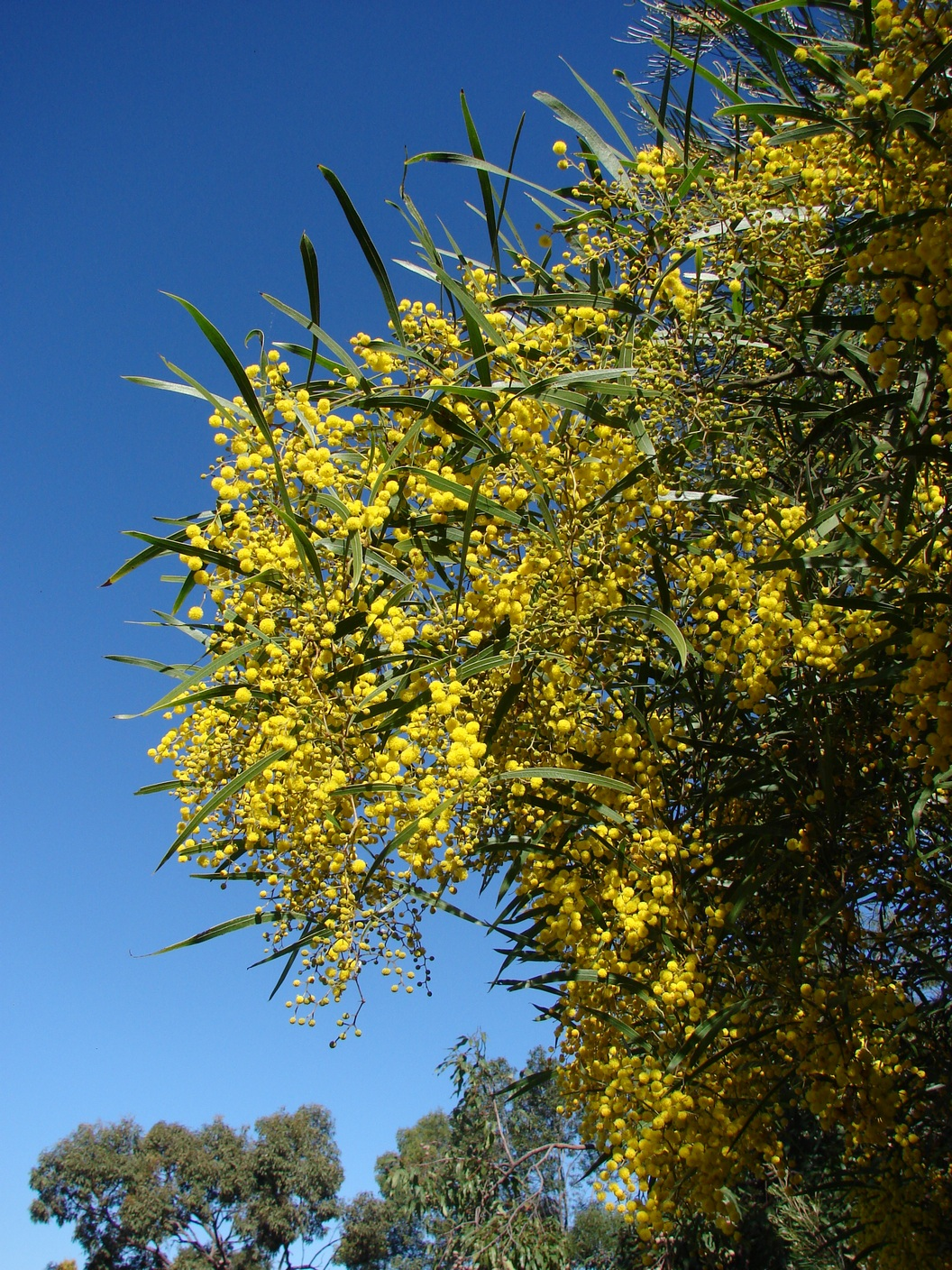